# De kwakzalver (Gerard Dou)
De kwakzalver is een schilderij van Gerard Dou in Museum Boijmans Van Beuningen in Rotterdam.

## Voorstelling
Het stelt een kwakzalver voor op een markt buiten de stad Leiden. Hij staat aan een tafel van waarachter hij zijn zogenaamde geneesmiddelen verkoopt. Om vertrouwen te wekken ligt op de tafel een oorkonde. Hij houdt een medicijnflesje omhoog, terwijl een vrouw in het publiek haar trouwring biedt. Op de tafel zit een aapje, alsof de schilder wil zeggen dat het publiek voor aap staat. De boodschap van de voorstelling is dan ook: laat u niet voor de gek houden.

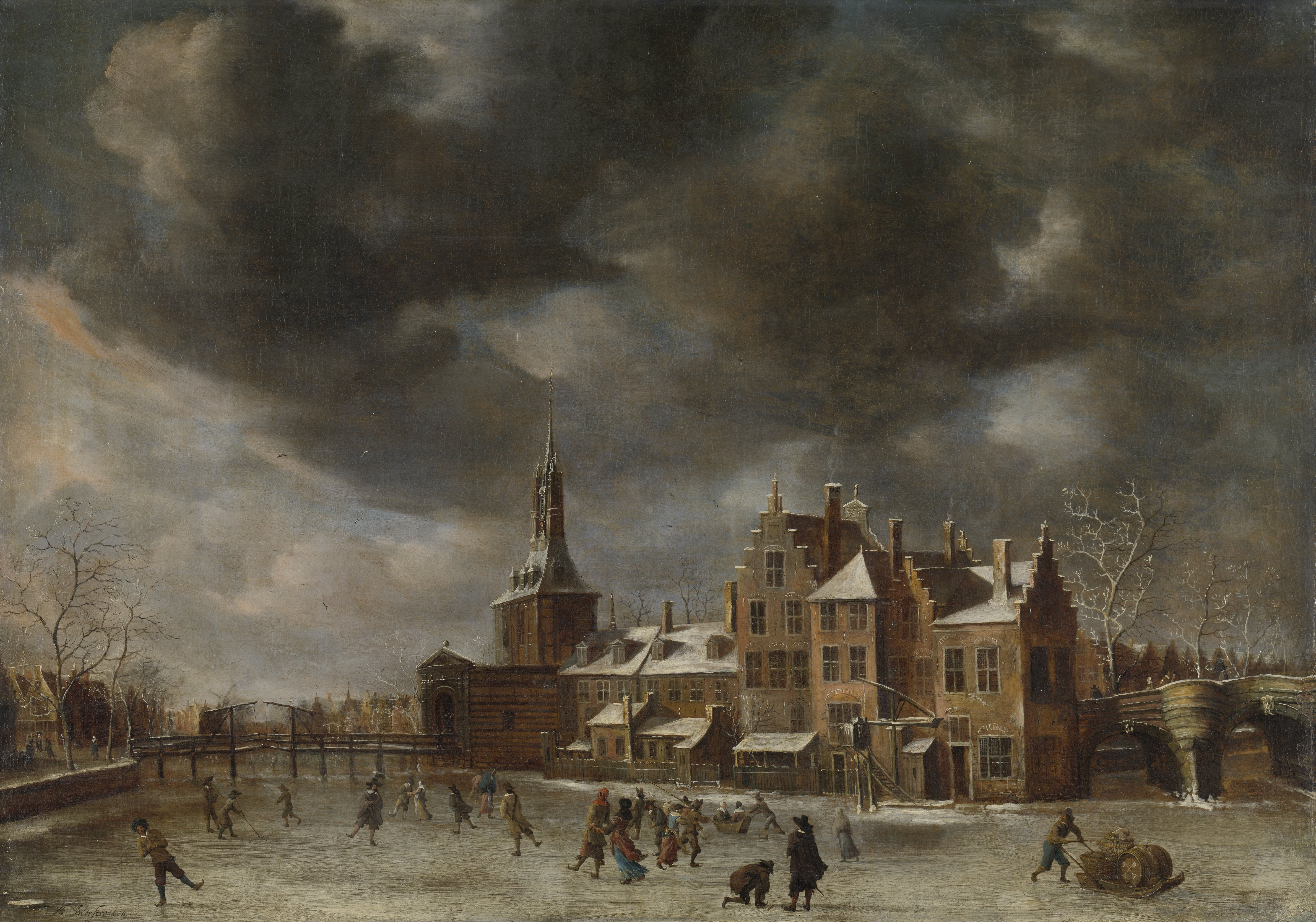
Abraham Beerstraaten. De Blauwpoort te Leiden in de winter. Ca. 1635-1665. Amsterdam, Rijksmuseum Amsterdam.

Rechts leunt de schilder zelf uit een raam met in zijn linkerhand een palet en penselen. De voorstelling kijkt uit op de Oude Vest in Leiden met de Blauwpoort en de Blauwpoortsbrug. In het verschiet is de molen De Valk te zien.

## Toeschrijving en datering
Het werk is rechtsonder op een steen gesigneerd en gedateerd ‘Gdov 1652’.

## Herkomst
Het schilderij is afkomstig uit de verzameling van de keurvorsten van de Palts in Düsseldorf. Toen de Palts in 1806 opging in het koninkrijk Beieren werd het werk overgebracht naar de Königliche Gemälde-Galerie (tegenwoordig Alte Pinakothek) in München. Hier bevond het zich tot 5 september 1938, waarna het verworven werd door de Londense kunsthandelaar Edward Speelman. Op 31 december van dat jaar werd het gekocht door de Rotterdamse kunstverzamelaar Willem van der Vorm van kunsthandelaar Arthur Goldschmidt samen met Dou's Dienstmaagd aan het venster uit omstreeks 1660. In 1939 werd het door Van der Vorm geschonken aan Museum Boijmans Van Beuningen.